# Saxetania irrasa
Saxetania irrasa är en insektsart som beskrevs av Leo L. Mishchenko 1951. Saxetania irrasa ingår i släktet Saxetania och familjen Pamphagidae. Inga underarter finns listade i Catalogue of Life.